# Leichtathletik-Weltmeisterschaften 2017/Teilnehmer (Tansania)
| Gelbes Symbol für Goldmedaillen mit stilisierten Olympischen Ringen | Graues Symbol für Silbermedaillen mit stilisierten Olympischen Ringen | Braundes Symbol für Bronzemedaillen mit stilisierten Olympischen Ringen |
| ------------------------------------------------------------------- | --------------------------------------------------------------------- | ----------------------------------------------------------------------- |
| —                                                                   | —                                                                     | 1                                                                       |

Von Tansania wurden drei Athletinnen und fünf Athleten für die Weltmeisterschaften in London nominiert.

## Ergebnisse

### Frauen

#### Laufdisziplinen
| Athletin             | Disziplin | Vorlauf | Vorlauf | Halbfinale | Halbfinale | Finale       | Finale |
| Athletin             | Disziplin | Zeit    | Platz   | Zeit       | Platz      | Zeit         | Platz  |
| -------------------- | --------- | ------- | ------- | ---------- | ---------- | ------------ | ------ |
| Failuna Abdi Matanga | 10.000 m  |         |         |            |            | 32:29,97 min | 23     |
| Sara Ramadhani       | Marathon  |         |         |            |            | 2:46:23 h    | 56     |
| Magdalena Shauri     | Marathon  |         |         |            |            | DNF          | DNF    |

### Männer

#### Laufdisziplinen
| Athlet                   | Disziplin | Vorlauf      | Vorlauf | Halbfinale | Halbfinale | Finale             | Finale             |
| Athlet                   | Disziplin | Zeit         | Platz   | Zeit       | Platz      | Zeit               | Platz              |
| ------------------------ | --------- | ------------ | ------- | ---------- | ---------- | ------------------ | ------------------ |
| Gabriel Gerald Geay      | 5000 m    | DNS          | −       |            |            | –––                | –––                |
| Emmanuel Giniki Gisamoda | 5000 m    | 13:32,31 min | 27      |            |            | nicht qualifiziert | nicht qualifiziert |
| Stephano Gwandu Huche    | Marathon  |              |         |            |            | 2:20:05 h          | 38                 |
| Ezekiel Jafary           | Marathon  |              |         |            |            | 2:14:05 h          | 12                 |
| Alphonce Felix Simbu     | Marathon  |              |         |            |            | 2:09:51 h          | Bronze             |